# Francesco Sacrati
Francesco Sacrati (Parma, 1605 – Mòdena, 20 de maig de 1650) fou un compositor italià.
Un any abans de morir havia estat nomenat mestre de capella del duc Francesc I d'Este. Se'n conserven els títols, ja que no la música, de moltes de les seves òperes. Una d'elles, La finta pazza (La boja fingida), fou representada a Venècia el 1641 amb un èxit extraordinari, sent estrenada a França el 1645 per la companyia italiana que havia fet contractar el cardenal Mazzarino, i es diu que fou la primera òpera representada a França.
Entre les seves altres obres cal mencionar:
- Delia (1639);
- Bellerofonte (1642);
- Ulise errante (1644);
- Prosepina rapita (1644);
- Semiramide (1648), així com dos llibres de madrigals que tampoc es conserven.